# الرحبة (مكيراس)

تعديل مصدري - تعديل

الرحبة هي إحدى قرى عزلة مكيراس بمديرية مكيراس التابعة لمحافظة البيضاء، بلغ تعداد سكانها 206 نسمة حسب تعداد اليمن لعام 2004.